# Tomoyoshi Koyama
Tomoyoshi Koyama 小山知良 (Sagamihara, 19 de março de 1983) é um motociclista japonês.
Em 2005 ingressou nas 125cc com a equipe finlandesa da Ajo Motorsport obtendo dois pódios, um em Phillip Island em segundo e um em Istanbul, com o terceiro lugar.
Em 2006 correu no mundial de MotoGP nas 125, com o número 71, na equipe Malaguti.
Atualmente continua nas 125cc na equipe KTM e conquista sua primeira vitória na categoria no GP da Catalunha.